# Маминьский, Богуслав
Богуслав Маминьский (пол. Bogusław Mamiński; род. 18 декабря 1955 года, Камень-Поморский, Польша) — польский бегун на длинные дистанции. Обладатель серебряных медалей Чемпионата Европы 1982 года в Афинах и чемпионата мира 1983 года в Хельсинки на дистанции 3000 м с препятствиями.
Лучший результат (8.09,18) показал 24 августа 1984 года на соревнованиях в Брюсселе.
Дважды участвовал в Олимпиадах и оба раза выходил в финал: занял 7-е место в Москве в 1980 году и восьмое в Сеуле в 1988 году. Пропустил Олимпиаду в Лос-Анджелесе в 1984 году из-за бойкота, но выиграл «альтернативные» игры Дружба-84.
Выиграл серебряную медаль на чемпионате мира 1983 года в Хельсинки. На чемпионате мира 1987 года в Риме не прошёл отборочный этап. Был вице-чемпионом Европы в Афинах в 1982 года. Участвовал в чемпионате Европы 1986 года в Штутгарте (прошёл в финал) и в чемпионате Европы 1990 года в Сплите (сошёл с дистанции из-за теплового удара). Выиграл Кубок мира в 1981 году, на Кубке Европы был первым в 1983 году, вторым в 1981 и 1985 году, четвёртым в 1987 году.
Девятикратный чемпион Польши:
- бег на 5000 м — 1983 и 1987 год;
- бег на 3000 м с препятствиями — 1979, 1985, 1992 и 1993 год;
- бег на 6 км по пересечённой местности — 1978, 1981 и 1991 год;

Личные рекорды:
- бег на 1500 м — 3.38,93;
- бег на 2000 м — 5.02,12;
- бег на 3000 м — 7.47,12;
- бег на 5000 м — 13.26,09;
- бег на 3000 м с препятствиями — 8.09,18.

Дважды попадал в десятку победителей опроса газеты Przegląd Sportowy («Спортивное обозрение»): в 1983 году был пятым, а в 1984 году — третьим. Также дважды (в 1981 и 1984) выигрывал приз «Золотые шиповки», учреждённый газетой Sport и Польским союзом легкой атлетики.
Основную часть карьеры представлял клубы «Олесничанка» и «Легия» (Варшава).
В 2005 году был членом Почётного комитета поддержки Леха Качиньского на президентских выборах.